# Tancred de Siracusa
Tancred (menționat la anul 1104) a fost un nobil normand din dinastia Hauteville, devenit conte de Siracusa.
Tancred a fost numit conte de către ruda sa, contele Roger I de Sicilia, trecând astfel la conducerea primei formațiuni comitale constituite în Sicilia după cuceririle normande în Italia de sud. Predecesorul său în această poziție fusese unul dintre fiii lui Roger, Iordan. Descendentul său, Simon, încă se afla la conducerea Siracuseu la jumătatea secolului al XII-lea.